# Isole Possession
Le isole Possession (in inglese Possession Islands) sono un arcipelago di piccole isole e scogli che si estendono su un'area di circa 7 miglia nautiche, situate nella parte occidentale del Mare di Ross, a 5 miglia nautiche a sud-est di capo McCormick, nella Terra Vittoria in Antartide.

## Storia

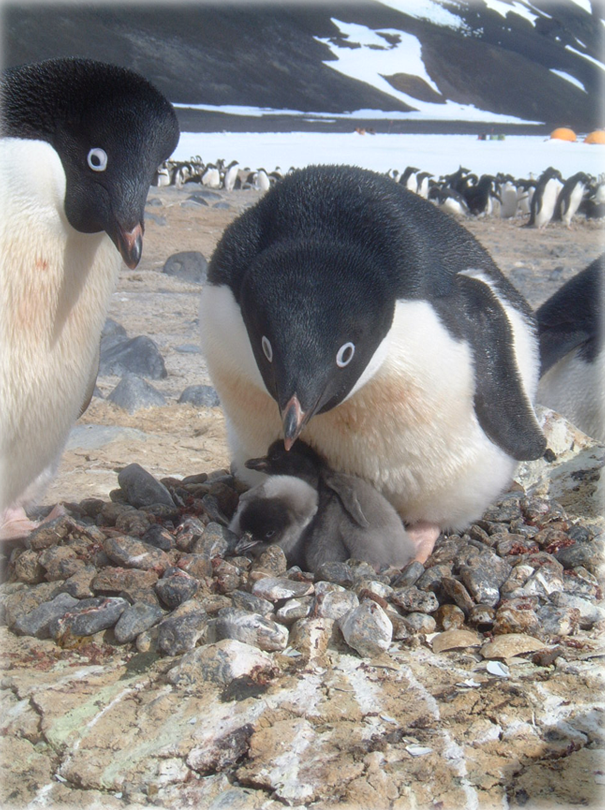
Pinguini di Adelia

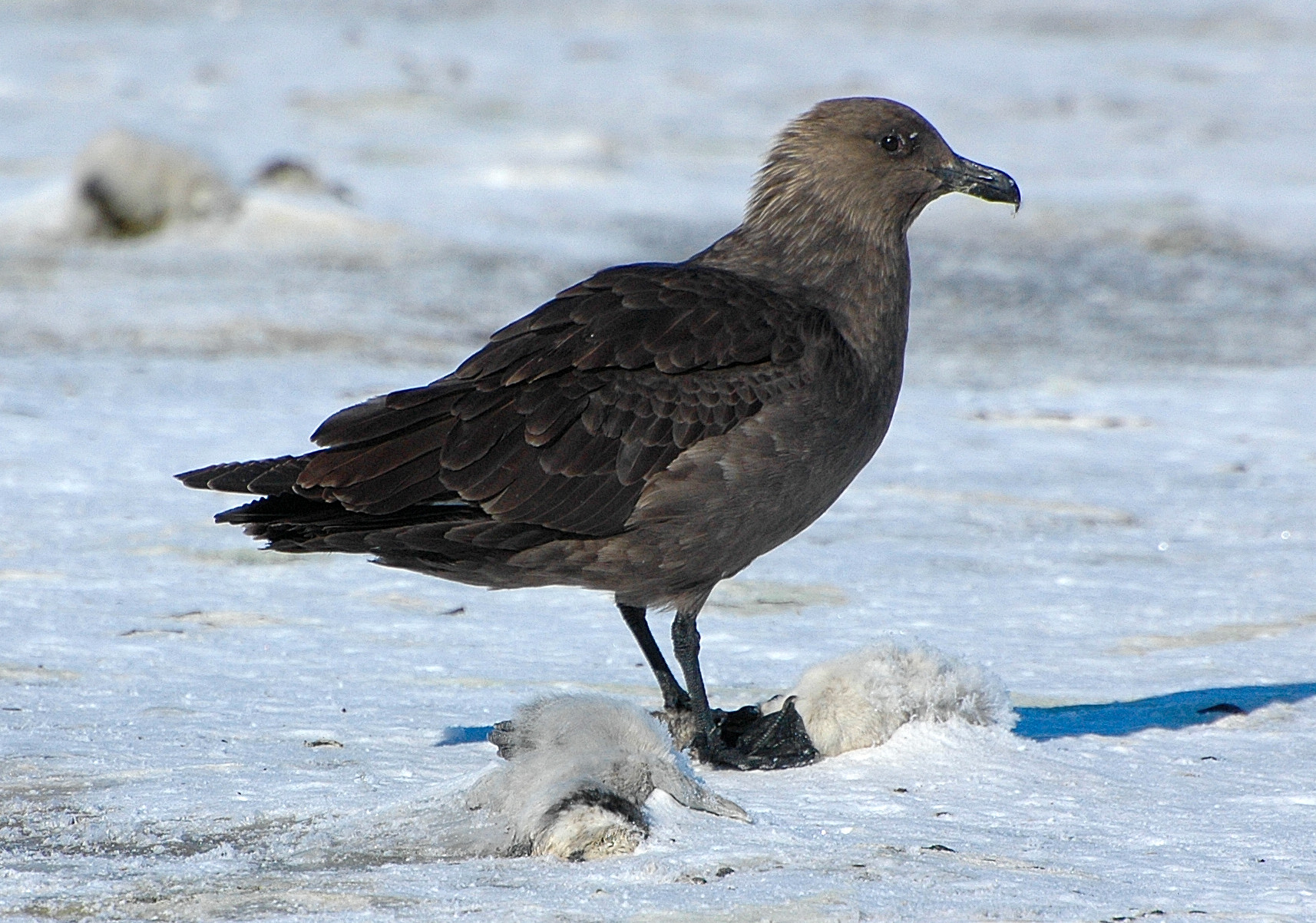
Stercorario di McCormicki

L'arcipelago fu scoperto durante la spedizione antartica dall'esploratore polare britannico James Clark Ross. Altri sbarchi furono effettuati da Borchgrevink nel 1895 e nel 1899, e da Colbeck nel 1903. Bull diede il nome alle singole isole nel 1895.

## Origine del nome
Il nome commemora la presa di possesso delle isole da parte dell'Impero britannico che vi issò la Union Jack il 12 gennaio 1841 sull'isola principale di Possession.

## Geografia
Si tratta di un gruppo di nove isole e isolotti che si trovano nella parte occidentale del Mare di Ross, a circa 4 miglia dalla costa nord-orientale della Terra Vittoria e a sud di Capo McCormick. Il gruppo si estende a nord e a sud per una distanza di circa 10 miglia e le sue dimensioni variano da 3 miglia di lunghezza a semplici pilastri di roccia. L'isola maggiore del gruppo è l'isola Possession, mentre l'Isola Foyn, è la seconda per estensione ed è lunga circa 3 miglia, è bassa e spoglia. James Ross Island, l'isola di medie dimensioni è alta con lati verticali, e l'isola più a sud, è chiamata Heftye's Island. Vi fu uno sbarco su una piccola spiaggia rocciosa dell'isola Foyn. Altri sbarchi furono effettuati da Borchgrevink nel 1895 e nel 1899, e da Colbeck nel 1903. Bull diede il nome alle singole isole nel 1895.

## Aspetti naturalistici
Sulle isole sono presenti molte colonie di pinguini di Adelia e di stercorari di McCormicki. La colonia di pinguini di Adelia ha avuto una media di 111.306 coppie riproduttive in 3 stagioni campionate dal 1981 al 2012. Gli stercorari, con 474 coppie riproduttive registrate da un conteggio a terra effettuato nel 1982, le rendono la seconda colonia di stercorari polari meridionali più grande registrata nella regione del Mare di Ross dopo Cape Crozier.